# Franz Graf von Bellegarde
Franz Graf von Bellegarde (28 de julho de 1912 - 19 de dezembro de 1941) foi um oficial alemão que serviu durante a Segunda Guerra Mundial. Foi condecorado com a Cruz de Cavaleiro da Cruz de Ferro.

## Condecorações
| Cruz de Ferro 2ª Classe                                   |
| Cruz de Ferro 1ª Classe                                   |
| Cruz de Cavaleiro da Cruz de Ferro 28 de novembro de 1940 |